# Mermessus libanus
Mermessus libanus là một loài nhện trong họ Linyphiidae.
Loài này thuộc chi Mermessus. Mermessus libanus được Alfred Frank Millidge miêu tả năm 1987.